# آدامز، شهرستان والورس، ویسکانسین
آدامز (به انگلیسی: Adams, Walworth County, Wisconsin) یک منطقه مسکونی در ایالات متحده آمریکا است که در ویسکانسین واقع شده‌است.

## خصوصیات
آدامز ۲۷۴٫۰۲ متر بالاتر از سطح دریا واقع شده‌است.